# Tylotiella sulekile
Tylotiella sulekile là một loài ốc biển, là động vật thân mềm chân bụng sống ở biển thuộc họ Drilliidae.